# Mycalesis croatis
Mycalesis croatis är en fjärilsart som beskrevs av William Chapman Hewitson 1864. Mycalesis croatis ingår i släktet Mycalesis och familjen praktfjärilar. Inga underarter finns listade i Catalogue of Life.